# Montréal (Aude)
Montréal – miejscowość i gmina we Francji, w regionie Oksytania, w departamencie Aude.
Według danych na rok 1990 gminę zamieszkiwało 1546 osób, a gęstość zaludnienia wynosiła 28 osób/km² (wśród 1545 gmin Langwedocji-Roussillon Montréal plasuje się na 244. miejscu pod względem liczby ludności, natomiast pod względem powierzchni na miejscu 43.).

## Zabytki
Zabytki w miejscowości posiadające status Monument historique:
- kolegiata Saint-Vincent (Collégiale Saint-Vincent)